# Castle Acre Castle
Castle Acre Castle är ett slott i Storbritannien.   Det ligger i grevskapet Norfolk och riksdelen England, i den sydöstra delen av landet, 140 km norr om huvudstaden London. Castle Acre Castle ligger 41 meter över havet.
Terrängen runt Castle Acre Castle är platt. Runt Castle Acre Castle är det ganska tätbefolkat, med 96 invånare per kvadratkilometer. Närmaste större samhälle är Swaffham, 6,2 km söder om Castle Acre Castle. Trakten runt Castle Acre Castle består till största delen av jordbruksmark.